# HMS Crescent (H48)
«Кресент» (H48) (англ. HMS Crescent (H48) — військовий корабель, ескадрений міноносець типу «C» Королівських військово-морських флотів Великої Британії та Канади за часів Другої світової війни.

## Історія створення
Есмінець «Кресент» закладений 1 грудня 1930 року на верфі Vickers-Armstrongs у Барроу-ін-Фернес. 29 вересня 1931 року він був спущений на воду, а 21 квітня 1932 року увійшов до складу Королівських ВМС Великої Британії.

## Історія служби
Під час Другої італо-ефіопської війни корабель діяв в акваторії Червоного моря та Індійському океані для моніторингу дій італійського флоту. У 1936 році проданий за £400 000 Королівському військово-морському флоту Канади та перейменований на «Фрейзер» (H48). З початком Другої світової війни залучався до охорони канадського узбережжя та супроводження транспортних конвоїв через Атлантику.
25 червня 1940 року при проведення операції з евакуації британських та французьких військ з території Франції після капітуляції французької армії, загинув у результаті зіткнення з крейсером ППО «Калькутта» в естуарії Жиронди. 45 членів екіпажу есмінця загинуло.